# Ritu Sarin
Ritu Sarin (New Delhi) is een Indiaas filmregisseusse en producer van Tibetaanse films. Samen met Tenzin Sönam heeft zij White Crane Films opgericht.
Ze voltooide haar studie in Londen en begon aan de Universiteit van Delhi. Daarna vertrok ze naar Brussel, waar ze drie jaar werkte als marketingvertegenwoordiger bij Tea Board of India. Daarna besloot ze filmproductie te gaan studeren en sloot de California College of Arts and Crafts in Oakland af met een masterdiploma

## Filmografie
In 1992 maakte zij samen met Tenzin Sönam The Reincarnation of Khensur Rinpoche. De film gaat over een monnik die een kind zoekt die de incarnatie is van de overleden Khensur Rinpoche.
Sarin en Sonam regisseerden samen de documentaires The Shadow Circus: The CIA in Tibet (1998) en Trials of Telo Rinpoche (1999) in opdracht van de BBC.
Ritu Sarin was verder producent van de speelfilm Dreaming Lhasa uit 2005, die zij ook met Sonam samen regisseerde. Voor deze film waren ze in 1996 tijdelijk met White Crane Films naar Dharamsala verhuisd, een stad waar veel Tibetaanse ballingen wonen en dicht tegen de grens met Tibet ligt.

## Tibetaanse filmmakers
Andere filmmakers van Tibetaanse films zijn Döndrub Wangchen, Khyentse Norbu, Tenzin Sönam en Neten Chokling.